# لی هافمن
لی هافمن (انگلیسی: Leigh Hoffman؛ زادهٔ ۱۱ ژوئن ۲۰۰۰) دوچرخه‌سوار پیست اهل استرالیا است.
وی در مسابقات کشوری و بین‌المللی در مجموع برندهٔ ۲ مدال طلا، ۱ مدال نقره، ۱ مدال برنز شده است.